# Amphithéâtre de Bourges
L'amphithéâtre de Bourges est un amphithéâtre romain construit dans la ville d'Avaricum, aujourd'hui Bourges dans le département français du Cher.
Ce monument reste très largement méconnu : seul son emplacement, sous l'actuelle place de la Nation, semble assuré mais ni ses dimensions, ni son architecture, ni la date de sa construction et de sa destruction ne sont connus avec certitude.

## Localisation
L'amphithéâtre est construit au nord-ouest de la ville gallo-romaine, en limite d'un quartier apparemment urbanisé dès le Haut-Empire. Toutefois, la ville se rétracte dans son enceinte sous le Bas-Empire et le monument se retrouve largement hors du périmètre de protection.
Dans la ville moderne, la place de la Nation recouvre l'emplacement de l'amphithéâtre et les immeubles qui bordent la partie nord-est de cette place gardent probablement le témoignage de la courbure du monument au sujet duquel aucune recherche archéologique n'a été entreprise.

## Histoire

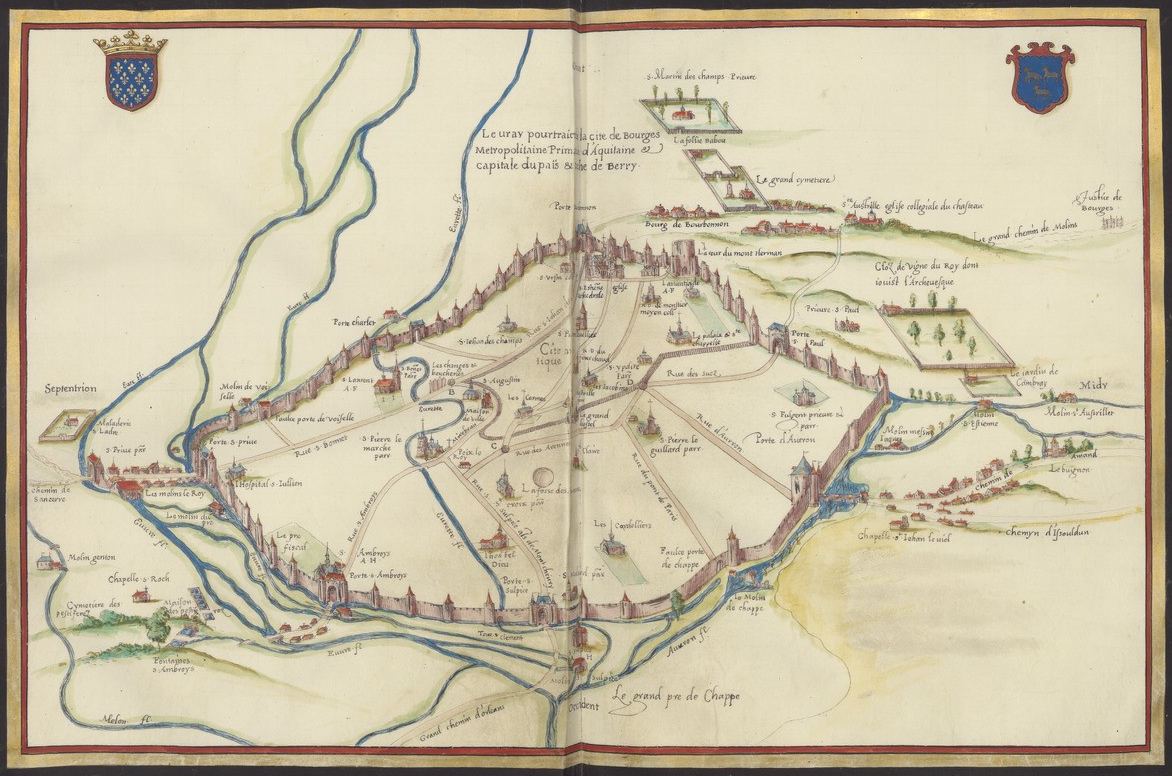
Plan de Bourges en 1568 ; la « fosse des Arènes » figure au centre.

L'amphithéâtre est probablement construit vers la fin du Ier ou au début du IIe siècle, mais cette datation est incertaine : elle se base sur le fait que de nombreux amphithéâtres sont construits à cette période et sur le constat qu'à Bourges le secteur où se trouve l'amphithéâtre fait l'objet de travaux d'urbanisation dans cette période.
Des blocs provenant de l'amphithéâtre sont retrouvés dans l'enceinte du Bas-Empire mais il est impossible de savoir si le prélèvement a eu lieu lors de la construction de l'enceinte ou s'il s'agit de blocs récupérés dans les ruines de l'amphithéâtre pour des réparations ultérieures et non datées. Émile Chénon, pour sa part, évoque une destruction à l'époque de Chilpéric Ier ou de Pépin le Bref.
Un plan de Bourges dressé en 1568 par Nicolas de Nicolay mentionne « la fosse des arènes », figurée par une cuvette ; des spectacles y sont donnés sur des gradins en bois. À cette époque, plus aucun vestige important de la cavea antique ne doit être visible, et l'emplacement des arènes lui-même est comblé en 1619 ; la place ainsi dégagée est nommée « place de Bourbon » puis « place de la Nation ».

## Description
Les dimensions de l'amphithéâtre ne sont pas connues. Certaines publications évoquent un « diamètre moyen devait être d'une centaine de mètres » sans fournir d'arguments en appui.
Si l'architecture de l'amphithéâtre reste très largement inconnue, il est presque certain que des combats de gladiateurs s'y sont déroulés car la stèle funéraire d'un mirmillon, retrouvée dans une nécropole antique de Bourges, fait état de trois combats victorieux et mentionne aussi un de ses compagnons. En outre, une pierre en remploi dans le rempart de la ville est le dossier d'un siège de l'amphithéâtre, gravé du nom de la fille d'un duumvir de la cité, à qui il était réservé.